# Stefanos Athanasiou

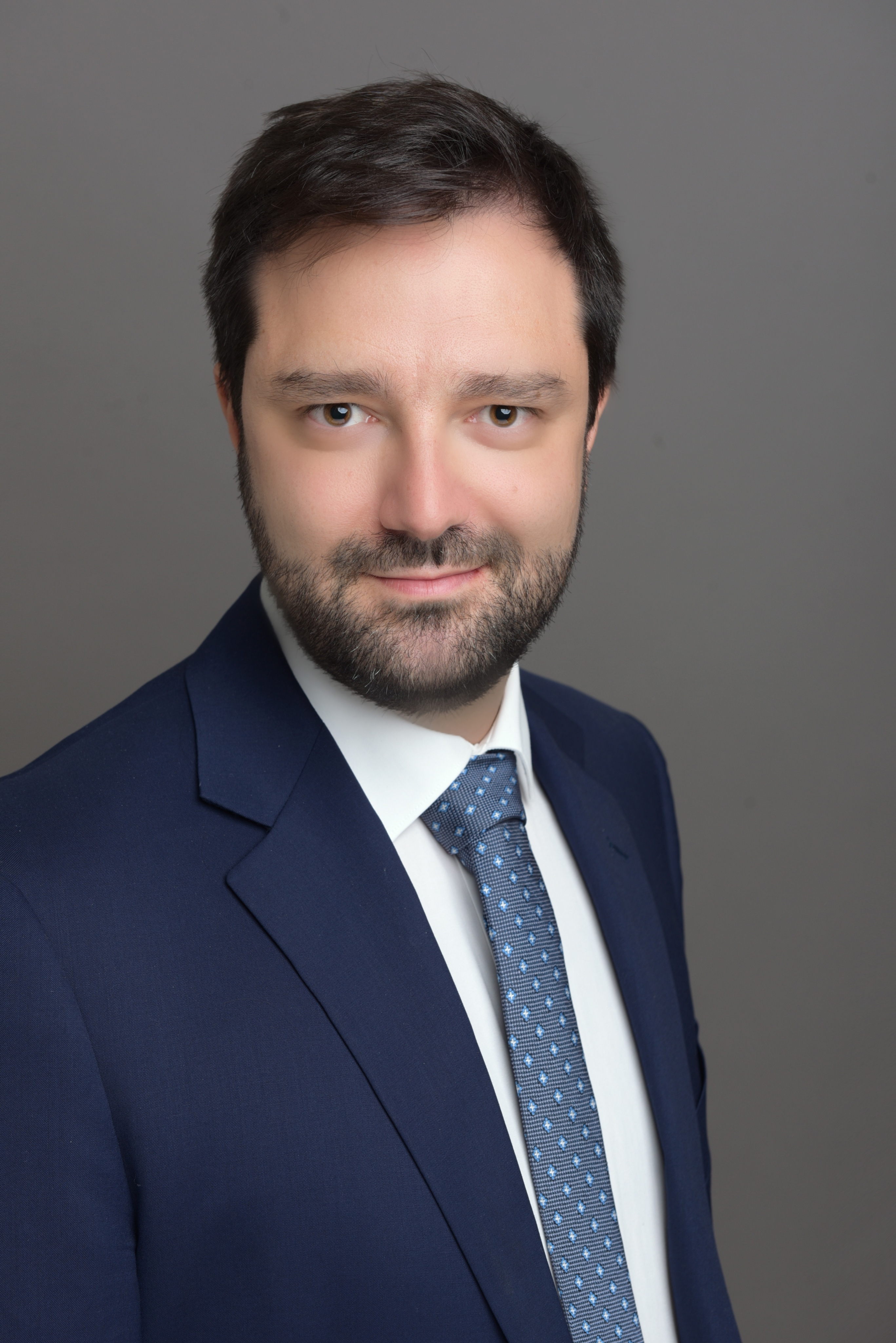
Stefanos Athanasiou

Stefanos Athanasiou (* 22. Mai 1981 in Hanau) ist ein deutscher orthodoxer Theologe, Priester und Professor für Systematische Theologie an der Ludwig-Maximilians-Universität München. Die Schwerpunkte seiner Forschungen betreffen die Dogmatik, Ethik und Ökumenische Theologie.

## Leben
Nach dem Abitur an der gymnasialen Oberstufe der Lindenau Schule Großauheim studierte er Theologie an der LMU München und der Aristoteles-Universität Thessaloniki, wo er alle akademischen Grade (Diplom, Master, Promotion und Habilitation) erlangte. Seine akademische Laufbahn begann Athanasiou 2011 bis 2018 als wissenschaftlicher Assistent am Institut für Christkatholische Theologie der Universität Bern, seit dem Wintersemester 2016 zwei Jahre lang zusätzlich in gleicher Tätigkeit am Institut für Systematische Theologie am Departement für Evangelische Theologie. Zwischenzeitlich war er im WS 2016 Gastdozent am Institutum Patristicum Augustinianum und ist seit 2017 weiterhin Gastdozent beim Theologischen Studienjahr Jerusalem. Danach folgten Lehraufträge an der Katholisch-Theologischen Fakultät der Universität Fribourg (WS 2018–WS 2022/2023), an der Theologischen Hochschule Chur (WS 2018–WS 2022) und an der Theologischen Fakultät der Rheinischen Friedrich-Wilhelms Universität Bonn (SS 2019–SS 2022). Außerdem war er von 2019 bis 2020 Gastforscher am Institut für Biomedizinische Ethik und Medizingeschichte der Universität Zürich und seit 2020 Gastdozent an der Logos Universität in Tirana. Am 1. August 2023 wurde er auf die ordentliche Professur für Systematische Theologie (Dogmatik, Ethik und Ökumenische Theologie) an der Ausbildungseinrichtung für Orthodoxe Theologie der Ludwig-Maximilians-Universität München berufen, nachdem er bereits seit dem vorherigen Semester die Professur vertretungsweise innehatte.
Im Jahr 2018 empfing Athanasiou in der Kirche des Hl. Demetrios in Zürich am 28. Oktober die Priesterweihe, wobei ihm zudem der Titel eines Erzpriesters verliehen wurde. Er gehört der Metropolie der Schweiz des Ökumenischen Patriarchats von Konstantinopel an. Im selben Jahr wurde er ins Gremium der Pro-Oriente-Konsultoren berufen. Seit 2019 ist er Mitglied (als Stellvertreter des Metropoliten Maximos Pothos) im Schweizerischen Rat der Religionen und in der Arbeitsgemeinschaft christlicher Kirchen in der Schweiz.
Er forschte zur Theologie Joseph Ratzingers, zu dessen Neuen Schülerkreis er gehört. So arbeitete er über die theologische Grundlage der Relativismuskritik bei Joseph Ratzinger und zur Christologie von Benedikt XVI. Neben seiner ersten Promotion an der Aristoteles-Universität Thessaloniki mit einer Dissertation über die Christologie und Politische Theologie im Werk von Dorothee Sölle, verfasste er eine weitere Dissertation an der Medizinischen Fakultät der Universität Zürich, zum Thema Ethische Grundsatzfragen bei der Nutzung von KI in der Notfallmedizin. Darüber hinaus veröffentlichte er in den Bereichen Dogmatik, Ethik und Ökumenischer Theologie.
Überdies erlangte er im kirchlichen Bereich der Schweiz Bekanntheit für seine Tätigkeit als Moderator und Redaktor bei Radio Maria Schweiz, wo er unter anderem das Projekt Radio Maria Theologische Akademie vorantrieb, das eine Verbindung zwischen theologischer Wissenschaft und kirchlicher Basis herstellen möchte. Er ist ökumenisch engagiert, beispielsweise im Bereich der Bioethik, und wird immer wieder als prominenter Vertreter der Orthodoxie in der Schweiz und darüber hinaus medial wahrgenommen, so auch zu aktuellen Ereignissen in der Orthodoxen Kirche. Daneben äußerte er sich kritisch zu Nationalismus innerhalb der Orthodoxen Kirche, wie sowohl auch der kirchlichen Rolle im Zusammenhang mit dem Ukrainekrieg.

## Privates
Athanasiou hat griechische Wurzeln, ist verheiratet und hat drei Kinder.

## Ehrungen
- 2011 Medaille und Urkunde des Goethe Instituts von Thessaloniki für die Förderung des interkulturellen und ökumenischen Dialogs[1]
- 2020 Aufnahme in den Orden der Kreuzritter des Heiligen Grabes von Jerusalem für seine wissenschaftliche und ökumenische Tätigkeit durch den Orthodoxen Patriarchen von Jerusalem Theophilos III[1]

## Werke (Auswahl)
Monografien
- Die theologische Grundlage der Relativismuskritik bei Joseph Ratzinger (griech.), Thessaloniki 2018: Elektronischer Verlag der Aristoteles-Universität Thessaloniki.
- Christologie und Politische Theologie im Werk von Dorothee Sölle (griech.), Thessaloniki 2015: Elektronischer Verlag der Aristoteles-Universität Thessaloniki.
- Die Christologie von Benedikt XVI. (griech.), Thessaloniki 2011: Elektronischer Verlag der Aristoteles-Universität Thessaloniki.